# Joël Bats
Joël Bats (Mont-de-Marsan, 1957. január 4. –) Európa-bajnok francia labdarúgó, kapus, edző.

## Pályafutása

### Klubcsapatban
1974 és 1980 között a Sochaux kapusa volt. 1980 és 1985 között az Auxerre csapatában védett. 1985 és 1992 között a Paris Saint-Germain labdarúgója volt, ahol tagja volt az 1985–86-os bajnokcsapatnak. 1992-ben fejezte az aktív labdarúgást.

### A válogatottban
1983 és 1989 között 50 alkalommal szerepelt a francia válogatottban. 1984-ben a hazai rendezésű Európa-bajnokságon aranyérmes lett a válogatottal. 1986-os világbajnokságon Mexikóban is részt vett, ahol bronzérmet szerzett az együttessel.

### Edzőként
1992 és 1998 között korábbi klubjánál a Paris Saint-Germain volt edző. Két éven kapusedzőként, majd újabb két éven segédedzőként tevékenykedett. 1997-98-ban vezetőedzőként dolgozott. 1998-99-ben az LB Châteauroux szakmai munkáját irányította. 2004 óta az Olympique Lyon kapusedzője.

## Sikerei, díjai
Franciaország
- Európa-bajnokság
  - aranyérmes: 1984, Franciaország
- Világbajnokság
  - bronzérmes: 1986, Mexikó

 Paris Saint-Germain
- Francia bajnokság (Ligue 1)
  - bajnok: 1985–86